# 古宮九時
古宮 九時（ふるみや くじ）は日本の小説家、ライトノベル作家。女性。別名に「藤村由紀（ふじむら ゆき、主に小説家になろうやインターネットサイトの名義に利用）」がある。
第5回（2020年）ラノベ好き書店員大賞の単行本部門を『Unnamed Memory』が受賞。

## 経歴
- 2014年頃：みかみてれんと合同で同人サークル「つらたにあ」を設立。
- 2015年5月：つらたにあから独立し個人サークル「memoriae」を設立。つらたにあは事実上みかみてれんの個人サークルとなる。

## 著作

### シリーズ
- 監獄学校にて門番を（イラスト：やすも、電撃文庫、全3巻）
  1. 2014年7月、ISBN 978-4-04-866733-3
  2. 2015年5月、ISBN 978-4-04-865124-0
  3. 2016年1月、ISBN 978-4-04-865680-1
- Babel（イラスト：森沢晴行）
  - 電撃文庫（全2巻）
    - 『Babel -異世界禁呪と緑の少女-』2016年8月、ISBN 978-4-04-892277-7
    - 『Babel II -剣の王と崩れゆく言葉-』2016年11月、ISBN 978-4-04-892497-9

  - 電撃の新文芸（全4巻）
    - 『Babel I 少女は言葉の旅に出る』2020年6月、ISBN 978-4-04-913133-8
    - 『Babel II 魔法大国からの断罪』2020年9月、ISBN 978-4-04-913330-1
    - 『Babel III 鳥籠より出ずる妖姫』2020年12月、ISBN 978-4-04-913539-8
    - 『Babel IV 言葉を乱せし旅の終わり』2021年7月、ISBN 978-4-04-913827-6
- Unnamed Memory（イラスト：chibi、電撃の新文芸、全6巻、2019年 - 2021年）
  - Unnamed Memory -after the end-（イラスト：chibi、電撃の新文芸、既刊6巻、2022年 - ）
- 月の白さを知りてまどろむ（イラスト：新井テル子、DREノベルス、全3巻）
  1. 2022年11月、ISBN 978-4-434-31063-8
  2. 2023年3月、ISBN 978-4-434-31706-4
  3. 2024年4月、ISBN 978-4-434-32735-3
- 不可逆怪異をあなたと 床辻奇譚（イラスト：二色こぺ、電撃文庫、既刊2巻）
  1. 2023年1月、ISBN 978-4-04-914823-7
  2. 2024年1月、ISBN 978-4-04-915130-5

### ノンシリーズ
- 死を見る僕と、明日死ぬ君の事件録（メディアワークス文庫、2017年11月、ISBN 978-4-04-893525-8）
- 純真を歌え、トラヴィアータ（メディアワークス文庫、2018年3月、ISBN 978-4-04-893698-9）
- 高崎グラフィティ。（メディアワークス文庫、2018年7月、ISBN 978-4-04-893935-5）
- 彼女は僕の「顔」を知らない。（メディアワークス文庫、2021年1月、ISBN 978-4-04-912484-2）

### アンソロジー
「」内が古宮九時の作品。
- 君に贈る15ページ（メディアワークス文庫、2024年12月、ISBN 978-4-04-916004-8）「余白の隠れ家」